# تشارلي والمصعد الزجاجي العظيم
تشارلي والمصعد الزجاجي العظيم هو كتاب أطفال للكاتب البريطاني روالد دال نشرت لأول مرة في 1972 وهي الجزء الثاني لكتاب تشارلي ومصنع الشوكولاتة.تقوم حالياً نتفليكس بالعمل على مسلسل كرتوني مقتبس من الرواية من إخراج تايكا وايتيتي.